# Johanna Senfter
Johanna Senfter   (Oppenheim, 27 de novembre de 1879 - Oppenheim, 11 d'agost de 1961) fou una compositora alemanya.

## Biografia

### Família
Va néixer el 1879, com la menor dels sis fills d'Elise i Georg Senfter. El seu avi matern va ser el farmacèutic i fabricant de quinina d'Oppenheim, Friedrich Koch (1786-1865), que va aconseguir extreure un agent antipirètic i antiinfecciós de l'escorça de la cincona que es va mostrar com a eficaç contra la malària, una malaltia que afectava la ciutat d'Oppenheim en aquella època. Per produir aquesta quinina, va establir el seu propi laboratori farmacèutic a l'antic Rodensteiner Adelshof, a la ciutat de Bensheim. La reeixida producció del medicament va ser acompanyada per l'auge social i financer de la família Koch. El fill del fundador de la companyia, Carl Koch, finalment es va convertir en alcalde i, gràcies als seus assoliments, en un ciutadà honorari de la ciutat.
El pare de Johanna, Georg Senfter, amo d'una tenda de maons, carbó i fusta, també era considerat ric. Es va casar amb Elise, la germana de Carl Koch, i va comprar l'imponent Sparrhof, una antiga residència aristocràtica (al número 16 de Katharinenstrasse, Oppenheim), que incloïa un celler que anteriorment va pertànyer a la família von Cronberg. En 1864 es va unir a l'empresa Chinin de Carl Koch com a director gerent, co-emprenedor i financer.
Ambdues famílies pertanyien a la classe social alta i gaudien d'una vida acomodada.

### Infància i primers passos
Johanna Senfter i les seves quatre germanes van ser educades en internats de nenes i van rebre lliçons de piano i cant seguint l'ideal educatiu de l'època. Els pares, que eren amants de les arts, van donar suport al talent de la seva filla Johanna, reconegut des de la infància. Una malaltia greu de diftèria, patida entre els 9 i 13 anys, va suposar un tall sobtat en una infància sense preocupacions. Encara que es va recuperar, la seva inestable salut va determinar en gran manera la seva vida des de llavors.
Després de la seva recuperació, va assistir a l'Institut Frielinghaus de Frankfurt, un reconegut internat per noies, i va començar als setze anys, el març de 1895, els seus estudis al Conservatori Hoch de Frankfurt, rebent classes de teoria i composició musical (amb Iwan Knorr), de violí (amb Adolf Rebner), de piano (amb Karl Friedberg) i d'òrgue (amb el professor Gelhaar). Després de vuit anys d'estudi, va rebre el seu títol el juny de 1903, però estava decidida a aprofundir el seu coneixement musical i la seva tècnica de composició.

### Estudiant de Max Reger

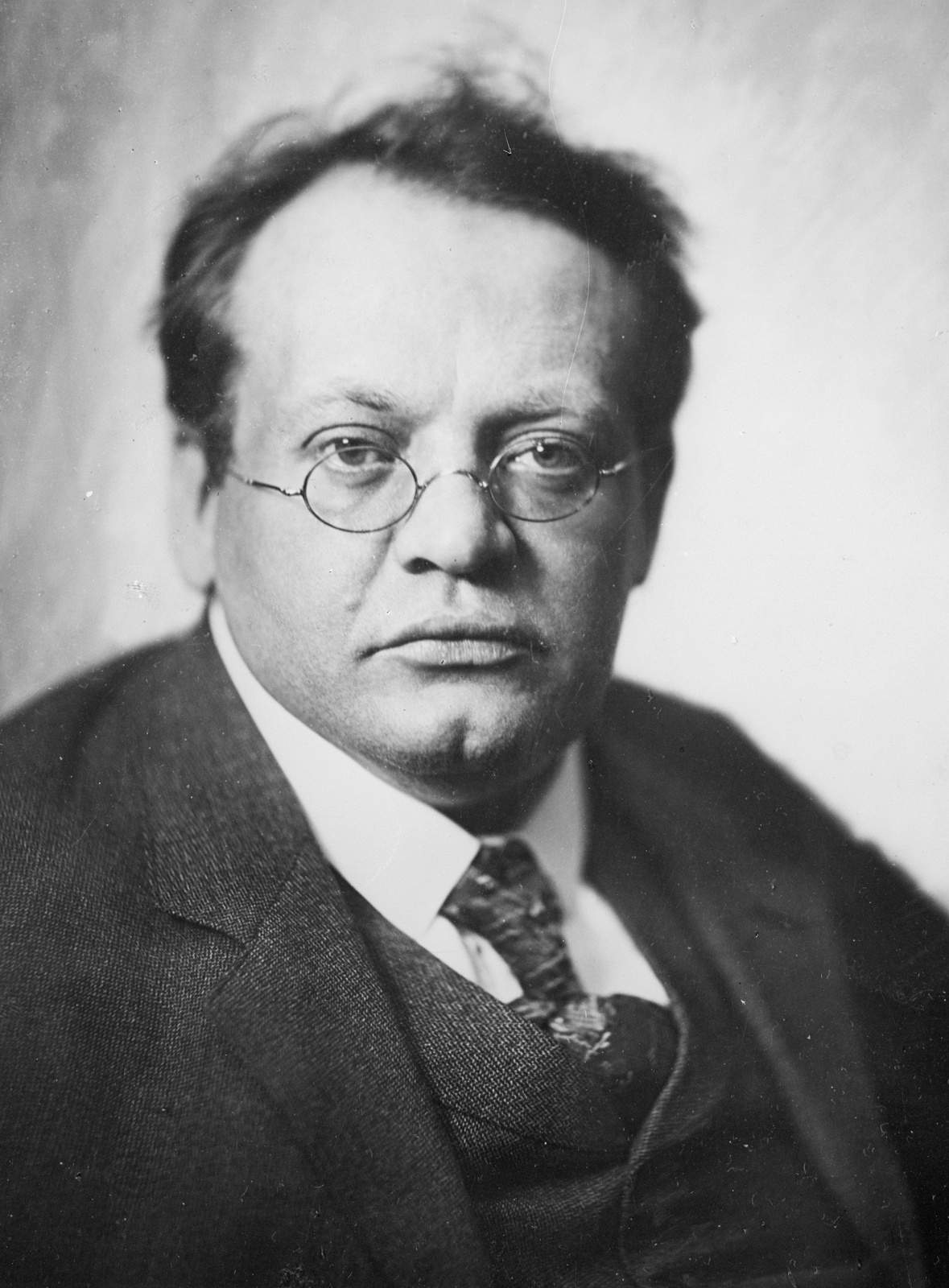
Max Reger

Del març de 1908 al 1910 va ser alumna de Max Reger (des d'octubre de 1908 a la classe de Composició de Reger del Real Conservatori de Leipzig), qui va reforçar la seva independència d'estil, va emfatitzar el seu magnífic talent musical i la va reconèixer com la seva millor alumna. Johanna es va graduar en el Conservatori amb esment honorífic el juliol de 1909.
El 1910 va rebre el Premi Arthur Nikisch a la millor composició estudiantil de l'any.
Fins a la mort de Reger, el 1916, les famílies Reger i Senfter van mantenir un estret contacte.

### Intens període creatiu
Després de la mort de Reger el 1916, Johanna Senfter va començar una fase de màxima creativitat amb nombroses composicions i aparicions en concerts. El 1921 va fundar l'Associació Musical d'Oppenheim i va organitzar les seves sèries de concerts, a les quals també va interpretar les seves pròpies obres. El 1923, va fundar l'Associació Bach d'Oppenheim i va dirigir regularment Cantates de Bach.
Va compondre més de 134 obres de tots els gèneres amb l'excepció de l'òpera (algunes fonts esmenten 180 obres, incloent-hi 9 simfonies, 26 obres orquestrals amb solos vocals i instrumentals, música de cambra amb diverses instrumentacions, obres per a orgue, cors i cançons) i va oferir nombrosos concerts per a piano, violoncel, violí i viola.
Va compondre fins a la vellesa i va animar la vida musical de la seva ciutat natal, on va viure fins a la seva mort el 1961.

### Aïllament triat
L'artista tímida i humil, que va treballar molt aïllada, es va tancar a un públic més ampli (“escolta i toca la meva música, llavors m'entendràs"). Senfter va dedicar la seva vida a la música i va ser oblidada després de la seva mort. Els prejudicis sobre les compositores, que no van desaparèixer fins ben entrada la segona meitat del segle xx, hi van contribuir a l'oblit ("si no fos dona, ho tindria més fàcil").

### Llegat i redescobriment
Després de la seva mort, els manuscrits de Johanna Senfter es van incorporar a la col·lecció de l'Acadèmia de Música de Colònia. El seu patrimoni musical no ha estat totalment catalogat fins al dia d'avui. Des de fa alguns anys, s'han multiplicat els intents de redescobriment de l'obra de compositora, així com els de donar-la a conèixer-la mitjançant la publicació de partitures i la interpretació de la seva obra en concerts. La pianista Monica Gutman en particular està tractant de donar a conèixer la música de Johanna Senfter a l'àrea del Rin-Meno.

## Obres
- 27 obres sense nombre d'opus (autografiades, a la Universitat de Música de Colònia), inclosos vuit passacaglia, set fugues per a piano (1909), un arranjament d'una fuga de Bach en sol menor i una suite per a violí i piano
- Des de 1907, índex de composició manuscrita amb 134 obres numerades
- Les primeres ja són composicions per a orquestres i conjunts de música de cambra (suggereix amplis estudis preliminars)
- Al voltant de 1908 en forma barroca: dues suites orquestrals (opus 2 i 5), passacaglia per a dos pianos (opus 14), una fantasia i fuga per a orgue (opus 30) i diversos preludis corals.
- Després dels seus propis estudis de composició en el camp dels nous estils musicals i la influència de Reger, va produir moltes altres composicions, com la Sonata en sol major per a violí i pianoforte, per la qual va rebre el 1908 el Premi Arthur Nikisch com a millor composició
- A partir de 1911, van augmentar les interpretacions reeixides de les seves composicions, com la sonata per a violoncel (opus 10)
- En 1914 la primera de les seves nou simfonies
- Baix continu de 15 cantates de Johann Sebastian Bach per a l'Associació Bach, fundada el 1923.